# Cattedrale di Maria Regina del Mondo (Porto Said)
L'ex cattedrale di Maria Regina del Mondo, nota anche come cattedrale dei Francesi, è stata la sede del vicariato apostolico di Porto Said.

## Storia
La chiesa fu costruita per volontà del vescovo Ange-Marie Hiral, che pose la prima pietra e la benedisse l'11 febbraio 1934.
Nell'ottobre 1934 il cardinale Joseph MacRory, in viaggio per l'Australia, benedisse la cappella provvisoria, ricavata nella futura sacrestia.
Il 13 gennaio 1937 il cardinale Dennis Joseph Dougherty, arcivescovo di Filadelfia, mentre andava al congresso eucaristico di Manila, benedisse la cattedrale.